# Хорна Марикова
Хорна Марикова (слч. Horná Mariková) насељено је мјесто са административним статусом сеоске општине (слч. obec) у округу Повашка Бистрица, у Тренчинском крају, Словачка Република.

## Становништво
| Година:    | 1994. | 2004.    | 2014.    | 2024.   |
| ---------- | ----- | -------- | -------- | ------- |
| Број људи: | 908   | 757      | 613      | 583     |
| Разлика:   |       | -16,62 % | -19,02 % | -4,89 % |

| Година:    | 2023. | 2024.   |
| ---------- | ----- | ------- |
| Број људи: | 574   | 583     |
| Разлика:   |       | +1,56 % |

Према подацима о броју становника из 2024. године насеље је имало 583 становника.